# Косиковецька сільська рада
Косикове́цька сільська́ ра́да — адміністративно-територіальна одиниця та орган місцевого самоврядування в Новоушицькому районі Хмельницької області. Адміністративний центр — село Косиківці.

## Загальні відомості
Косиковецька сільська рада утворена в 1918 році.
- Територія ради: 23,715 км²
- Населення ради: 846 осіб (станом на 2001 рік)

## Населені пункти
Сільській раді були підпорядковані населені пункти:
- с. Косиківці
- с. Шелестяни

## Склад ради
Рада складалася з 14 депутатів та голови.
- Голова ради: Арсенюк Олександр Вікторович
- Секретар ради: Ніверський Валерій Володимирович

### Керівний склад попередніх скликань
| Прізвище, ім'я, по батькові  | Основні відомості                                                         | Дата обрання | Дата звільнення |
| ---------------------------- | ------------------------------------------------------------------------- | ------------ | --------------- |
| Паламарчук Микола Васильович | Сільський голова, 1964 року народження, освіта вища                       | 26.03.2006   | 31.10.2010      |
| Паламарчук Микола Васильович | Сільський голова, 1964 року народження, освіта вища, член Народної партії | 31.10.2010   | 11.04.2014      |
| Арсенюк Олександр Вікторович | Сільський голова, 1985 року народження, освіта вища, безпартійний         | 30.11.2014   |                 |

Примітка: таблиця складена за даними сайту Верховної Ради України

### Депутати
За результатами місцевих виборів 2010 року депутатами ради стали:

#### За суб'єктами висування
| Суб'єкт висування           | Кількість обраних депутатів | %    |
| --------------------------- | --------------------------- | ---- |
| Народна партія              | 7                           | 50   |
| Самовисування               | 4                           | 28,6 |
| Партія регіонів             | 2                           | 14,3 |
| Комуністична партія України | 1                           | 7,1  |

#### За округами
| № округу                    | Прізвище, ім'я, по батькові      | Дата визнання обраним | Освіта             | Партійна приналежність | Відомості про обраного депутата                                                    |
| --------------------------- | -------------------------------- | --------------------- | ------------------ | ---------------------- | ---------------------------------------------------------------------------------- |
| Комуністична партія України |                                  |                       |                    |                        |                                                                                    |
| 8                           | Степанова Наталія Семенівна      | 04.11.2010            | середня            | позапартійна           | Косиковецька загальноосвітня школа, техпрацівник                                   |
| Народна Партія              |                                  |                       |                    |                        |                                                                                    |
| 4                           | Паламарчук Анатолій Васильович   | 04.11.2010            | середня            | член Народної партії   | тимчасово не працює                                                                |
| 5                           | Степанов Юрій Вікторович         | 04.11.2010            | вища               | позапартійний          | Косиковецька загальноосвітня школа, вчитель                                        |
| 6                           | Сіранчук Галина Василівна        | 04.11.2010            | середня            | позапартійна           | Новоушицький районний територіальний центр, соціальний працівник                   |
| 7                           | Коб'ялко Ніна Михайлівна         | 04.11.2010            | вища               | позапартійна           | Борсуківська амбулаторія загальної практики — сімейної медицини, сімейна медсестра |
| 10                          | Загика Надія Василівна           | 04.11.2010            | середня спеціальна | член Народної партії   | ПП «Енергосистема», приймальниця молока                                            |
| 11                          | Чорний Володимир Іванович        | 04.11.2010            | середня            | позапартійний          | Фермерське господарство «Косиковецьке-Д», тракторист                               |
| 12                          | М'ялковська Інна Михайлівна      | 04.11.2010            | середня            | позапартійна           | тимчасово не працює                                                                |
| Партія регіонів             |                                  |                       |                    |                        |                                                                                    |
| 3                           | Луцик Ольга Миколаївна           | 04.11.2010            | середня            | позапартійна           | тимчасово не працює                                                                |
| 13                          | Кравчук Анатолій Олександрович   | 04.11.2010            | вища               | позапартійний          | Косиковецька загальноосвітня школа, вчитель                                        |
| Самовисування               |                                  |                       |                    |                        |                                                                                    |
| 1                           | Ніверський Валерій Володимирович | 04.11.2010            | вища               | член Народної партії   | Косиковецька сільська рада, діловод                                                |
| 2                           | Олійник Галина Михайлівна        | 04.11.2010            | середня спеціальна | позапартійна           | Косиковецька загальноосвітня школа, кухар                                          |
| 9                           | Чорна Антоніна Романівна         | 09.10.2012            | середня            | член Партії регіонів   | тимчасово не працює                                                                |
| 14                          | Сіранчук Володимир Трохимович    | 04.11.2010            | середня            | позапартійний          | тимчасово не працює                                                                |